# Эскарпи, Робер
Робе́р Эскарпи́ (фр. Robert Escarpit, 24 апреля 1918, Сен-Макер, Жиронда — 19 ноября 2000, Лангон, Жиронда) — французский социолог, писатель, журналист.

## Биография
Закончил Эколь Нормаль, специалист по английской литературе. Марксист, входил во Французскую секцию рабочего Интернационала. В 1943—1945 годах профессор в лицее Аркашона (Жиронда). Участвовал во французском Сопротивлении.

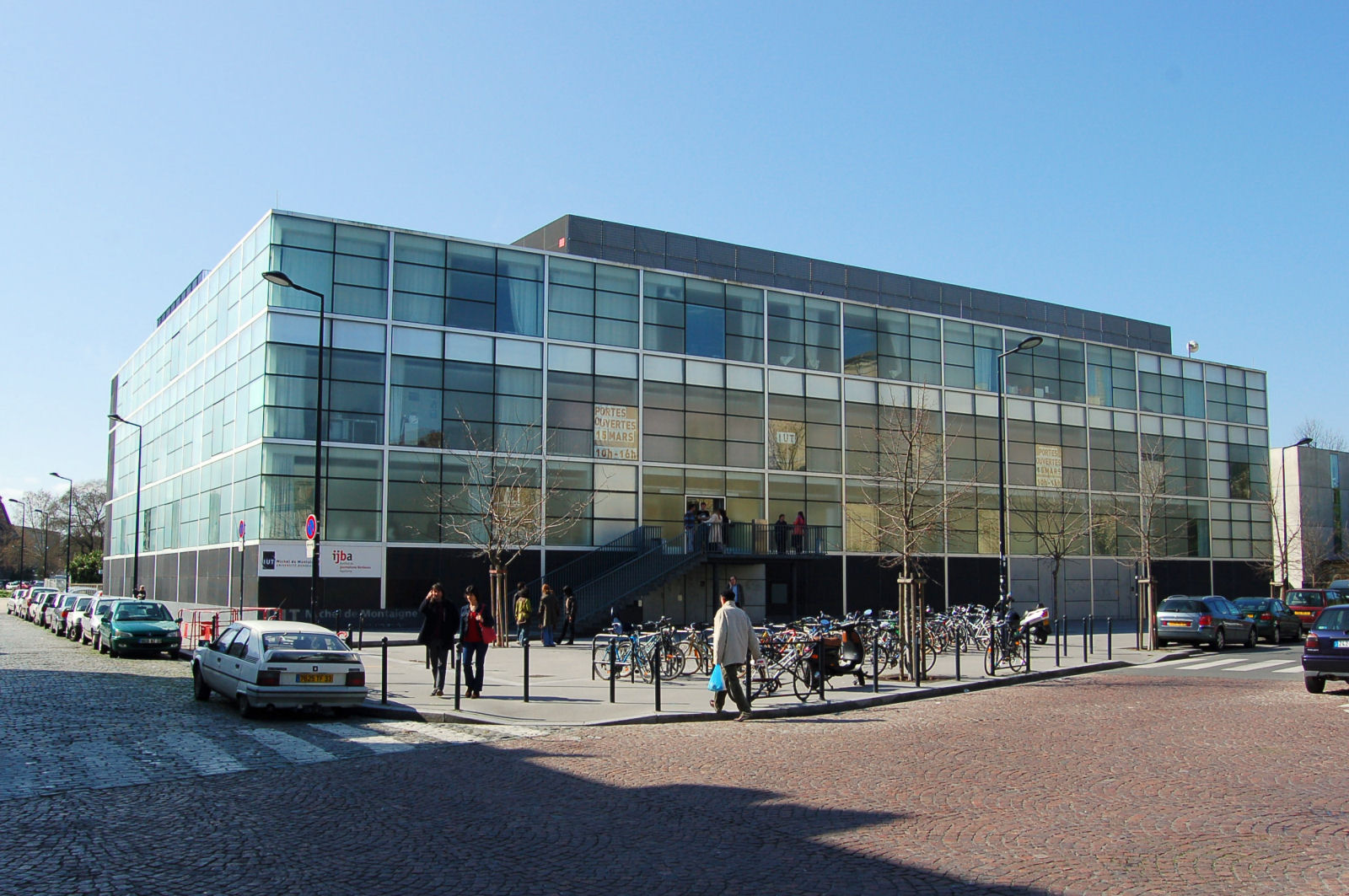
Институт журналистики в Бордо

После войны работал во Французском институте Латинской Америки в Мехико, затем преподавал на филологическом факультете университета Мишеля Монтеня в Бордо, основал там Центр социологии литературных фактов (1960), впоследствии — Институт литературы и массовых художественных технологий). Выступал как литературный критик и журналист, был главным редактором сатирического двухнедельного журнала «Канар аншене», сотрудничал с газетами «Монд», «Матен» (фр. Le Matin) и др. Один из основателей Института журналистики в Бордо (1966), президент Бордоского университета (1975—1978). Параллельно руководил с 1958 года лабораторией информатики и коммуникаций в Национальном центре научных исследований.

## Научные интересы
В круг интересов Эскарпи, кроме английской литературы XIX—XX вв., входила социология литературы, включая массовую словесность, и технология массовых коммуникаций, в том числе — печати.

## Избранная проза
- Le littératron, roman picaresque (1964)
- Le Fabricant de nuages (1969, сб. рассказов)
- Les somnambidules (1971)
- Appelez-moi Thérèse (1975)
- Jeune Homme et la nuit (1980)
- Un si beau jour pour mourir (1992)

## Работы по социологии литературы, массовых коммуникаций, книжного дела
- Sociologie de la littérature (1958)
- La révolution du livre (1965)
- Le livre et le conscrit (1966])
- Le littéraire et le social, éléments pour une sociologie de la littérature (1970, под ред. Р. Эскарпи)
- Systèmes partiels de communication (1972, под ред. Эскарпи и Ш. Буази)
- L'écrit et la communication (1973)
- Dictionnaire international des termes littéraires (1973, под ред. Р. Эскарпи)
- Théorie générale de l’information et de la communication (1976)
- L’information et la communication, théorie générale (1997)

## Публикации на русском языке
- Святая Лизистрата. Роман. М.: Прогресс, 1964
- Литератрон. Плутовской роман. М.: Молодая гвардия, 1966
- Революция в мире книг. М.: Книга, 1972. — 127 с. : диагр.
- Жажда чтения. М.: Книга, 1979. — 206 с. (в соавторстве с Р. Баркером)